# Fortaleza de Kaunas

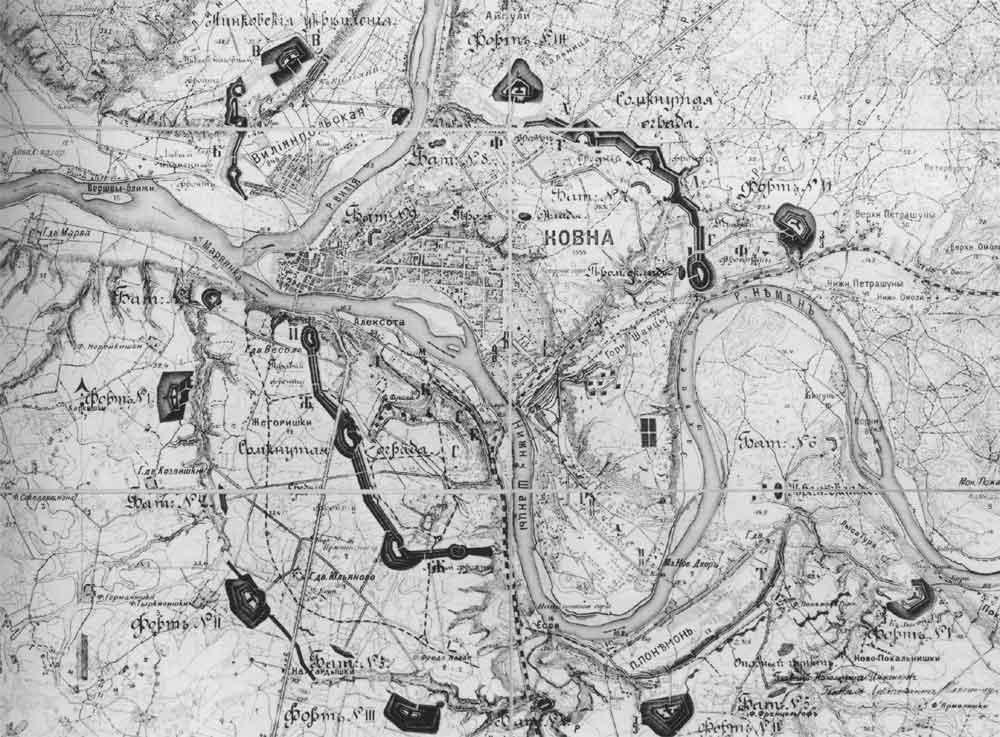
Área ocupada por la Fortaleza de Kaunas

La fortaleza de Kaunas son los restos de un complejo fortificado en Kaunas, Lituania. La Fortaleza fue construida originalmente como un reducto de primer grado del Imperio ruso. Su gradual construcción duró desde 1882 hasta 1915 y resultó ser la estructura defensiva más grande de todo el Estado, ocupando 65 km². Fue probada en la guerra de 1915, cuando Alemania atacó el Imperio Ruso: en aquel tiempo la Fortaleza resistió once días antes de la captura. Tras la batalla, la importancia militar de la Fortaleza disminuyó debido a su tosco diseño, aunque se siguió usando para diversos fines tanto civiles como militares. Cuando Lituania fue ocupada por la Alemania nazi durante la Segunda Guerra Mundial, algunas de las partes que sobrevivieron de la Fortaleza fueron usadas para ejecuciones de masas. Actualmente se han rehabilitado diversas zonas de la Fortaleza a su forma original, como por ejemplo las diversas construcciones en cuyo interior se alberga un museo en memoria a las víctimas de las ejecuciones llevadas a cabo en el mismo lugar en la Segunda Guerra Mundial.

## Antecedentes
Debido a su localización estratégica, cerca de la confluencia de dos ríos, el Nemunas y el Neris, así como por su proximidad con las montañas y las diversas rutas de comercio, la ciudad de Kaunas ha sido desde mucho la clave geopolítca de la región. En el transcurso de la historia de la ciudad y las diversas guerras que se llevaron a cabo en Lituania, tanto lituanos, alemanes, suecos y rusos construyeron cantidad de estructuras defensivas en los alrededores, prueba de la importancia estratégica de la zona.
La idea de levantar una fortaleza en dicha localización surgió a finales del siglo XVIII, pero se hizo cada vez más intensa a partir de la invasión de Rusia en 1812 por Napoleón, cuando la Grande Armée, sin dificultad alguna, logró cruzar el río Niemen cerca de Kaunas en su marcha hacia Moscú.
En 1861 una rama del ferrocarril de San Petersburgo a Varsovia se abrió en Kaunas, aumentando la importancia de la ciudad. Los ferrocarriles jugaron un papel clave en la región durante las campañas militares de aquel periodo, desde que resultaron ser el medio de transporte de equipamiento militar y provisiones. Además, Lituania y Kaunas, encontrándose en la frontera occidental del Imperio ruso, suponían un obstáculo a posibles ataques del oeste, y a su vez previniendo remotas incursiones hacia Riga y Vilna. Para controlar la región, sus atacantes tendrían primero que neutralizar Kaunas. Afrontando esta posibilidad y evaluando las ventajas naturales de la ciudad, los funcionarios rusos decidieron reforzar su frontera occidental construyendo lo que sería la fortaleza de Kaunas. Después de varios retrasos, el 7 de julio de 1879 fue publicado un edicto por el zar Alejandro II, ordenando la construcción de una fortaleza en la ciudad.

## Construcción

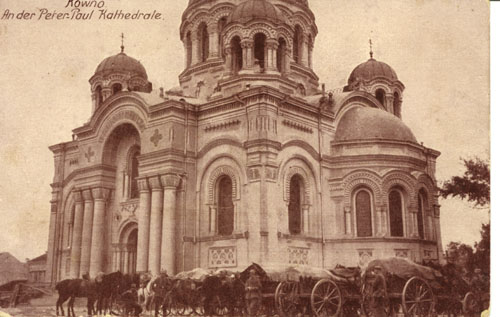
Iglesia de San Miguel Arcángel.

Tal y como se planificó originalmente, la Fortaleza debía abarcar un enorme espacio donde incluir siete fortificaciones y nueve pilas defensivas, desplegadas en áreas concéntricas. Edificios de apoyo, tales como cuarteles, nuevas carreteras y un depósito de municiones, fueron previstos desde un principio. En 1882 se iniciaron los trabajos y cerca de 4000 trabajadores fueron reunidos para el proyecto. Las estructuras principales se concentraron en Panemunë y Aleksotas, afectando considerablemente la vida diaria de los ciudadanos de Kaunas.
Las primeras fortalezas se construyeron usando ladrillos reforzados con gruesos muros de tierra, incorporados en todo el perímetro, lo que las hacía aún más infranqueables. Dichos fuertes eran totalmente simétricos, generalmente de cinco fachadas, con provisiones para infantería y artillería. El año 1887 marcó el final de la primera fase de la construcción, estableciéndose, al mismo tiempo, normas administrativas que imponían restricciones respecto a la altura de los edificios civiles, dando el control sobre la ciudad y sus alrededores a la fortaleza. Ésta fue designada de primer orden, marcando su importancia y capacidad defensiva en aquel mismo año, y nombrando a Otto Klem su primer comandante.
En 1889 comenzó la construcción de un octavo fuerte, conocido como Linkuva. Este fuerte, de diseño particular, se caracterizó por el empleo de nuevas técnicas, sobre todo el uso del hormigón, material hasta la fecha bastante inusual y poco convincente para arquitectos y constructores. Durante el mismo año, se crearon estructuras defensivas adicionales, ocupando el recinto completo entre sus dos ríos, el Nemunas y el Neris. 
En 1890 siete fortalezas ya se habían completado, la red de carreteras había finalizado y se había adaptado un puente sobre el Nemunas para el transporte militar por ferrocarril. También se hicieron planes en el mismo año para erigir una iglesia al servicio de la guarnición de la Fortaleza, colocándose los primeros ladrillos en 1891 y terminándose en 1893. Los gastos de la Fortaleza hasta entonces ascendían ya a más de 9 millones de rublos.
El complejo de fuertes y demás estructuras defensivas se dividían en cuatro sectores. El primero seguía la orilla izquierda del Nemunas a su confluencia con el río Jiesia e incluía las tres primeras fortificaciones;. El segundo sector se extendía desde el Jeisia al Monasterio de Pazaislis, incluyendo dos fuertes más. El tercero recorría de la derecha a la orilla izquierda del Nemunas, con otros dos fuertes y el cuarto y último sector se extendía desde la orilla derecha del Neris a la orilla izquierda del Nemunas. Este cuarto sector abarcaba dos fortalezas, incluida la más nueva (el Noveno fuerte).
De igual manera que se desarrollaron nuevas armas y tecnologías, la Fortaleza fue renovándose una y otra vez a fin de mantener su relevancia como reducto militar. En 1912 se lanzó una iniciativa para ampliarla y reconstruirla. El proyecto, marcado por la construcción de otros doce nuevos fuertes, pretendía dar apoyo a las estructuras defensivas. Las mayores fortalezas se vieron completamente rodeadas por las nuevas construcciones, en las que se usó las más moderna tecnología militar. Durante la prematura realización del plan, se construyeron nuevas trincheras, y los antiguos fortines se reforzaron con hormigón. Sin embargo, cuando comenzaron las hostilidades en el fuerte oriental durante la Segunda Guerra Mundial, el trabajo de la Fortaleza se detuvo. En 1915 únicamente un fuerte, el Noveno, se mantenía conforme a los nuevos criterios tecnológicos, mientras que el Décimo fuerte se había completado sólo parcialmente. A pesar de ello, la red de ferrocarriles internos, que servían de apoyo a cada uno de los edificios, y el total de las estructuras militares cubrían aproximadamente 65 km² y planteaban enormes desafíos para los atacantes.

## Caída de la Fortaleza en la Primera Guerra Mundial

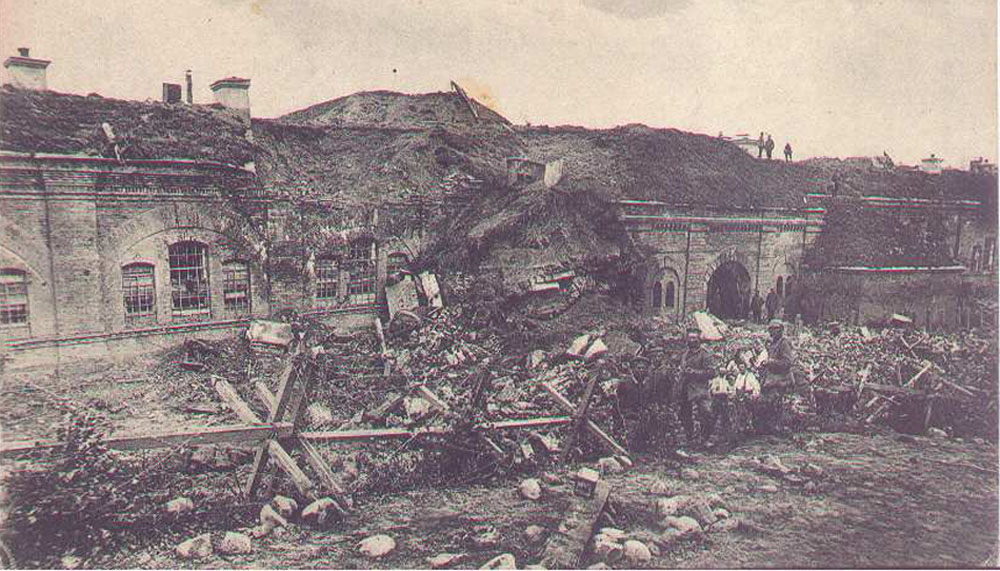
El Segundo fuerte tras el bombardeo alemán

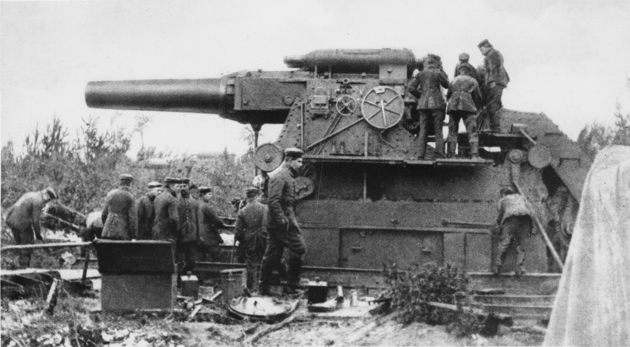
Big Bertha. La artillería alemana jugó un importante papel en la batalla.

En 1915, Alemania y las Potencias Centrales empezaron las ofensivas contra Rusia, aproximándose hacia Lituania y Kaunas. A finales del mismo año, el ejército alemán lanzó su ofensiva final hacia la Fortaleza de Kaunas. En ese momento, alrededor de 90.000 soldados se encontraban dispuestos a defenderla, al mando de Vladimir Grigoriev (en ruso:Владимир Григорьев). Los alemanes sumaban cuatro divisiones, a las órdenes de Karl Litzmann.
A medida que se movían hacia la Fortaleza, los germanos iniciaron la construcción de una línea de ferrocarril para transportar sus obuses -los llamados Gran Bertha- de 42 cm de calibre- que fueron colocados a la delantera poco después. Estos obuses lanzaban granadas de alrededor de 1000 kg y tenían un alcance de 12 km. Después de varios días se desplegaron más armas de diversos calibres al frente de Kaunas.
El ejército alemán concentró su ataque en los fuertes Primero, Segundo y Tercero, el complejo más antiguo de toda la Fortaleza. Dicha decisión significaba que no toda la Fortaleza había sido rodeada por un igual número de fuerzas, a fin de proporcionar a sus defensores mayor flexibilidad para reagruparse en un punto y reabastecerse. El 8 de agosto los alemanes intensificaron sus bombardeos, pero una guarnición rusa resistió varias veces a los intentos de asalto del perímetro defensivo. Tras varios días, el bombardeo llegó a su punto máximo; los defensores habían sufrido un enorme número de bajas, alcanzando casi un 75% de sus fuerzas. El 14 de agosto, más de un millar de las tropas de la defensa de la Fortaleza habían muerto. Sin embargo, los que quedaban lograron mantener el control durante aquel día. Al día siguiente, 15 de agosto, los obuses destruyeron el Primer fuerte y posteriores ataques se concentraron en el Segundo. La lucha se llevaba a cabo ahora dentro de los límites del complejo.
A costa de muchas bajas, el tercer fuerte logró evitar el avance de los alemanes, pero no por mucho tiempo, y en el mismo día se ordenó la evacuación de la Fortaleza. Un día después el Cuarto fuerte fue abandonado, y el Quinto es conquistado más tarde. En una reacción en cadena, el resto de los fuertes van capitulando uno a uno. El comandante Vladimir Grigoriev y sus soldados escapan a Ziezmariai. Tras once días de lucha, la fortaleza se había perdido.
La batalla se cobró unas 20.000 bajas entre los defensores y cerca de 1300 armas y demás piezas de artillería fueron capturadas por los alemanes. El comandante Grigoriev fue detenido y juzgado por las autoridades rusas, condenado a quince años de prisión por faltar a sus órdenes de defender la Fortaleza con la vida, además de perder todos sus condecoraciones, su grado militar y honores. Los alemanes pasaron a usar los restos de los materiales de la Fortaleza para el frente.

## De la guerra a la actualidad

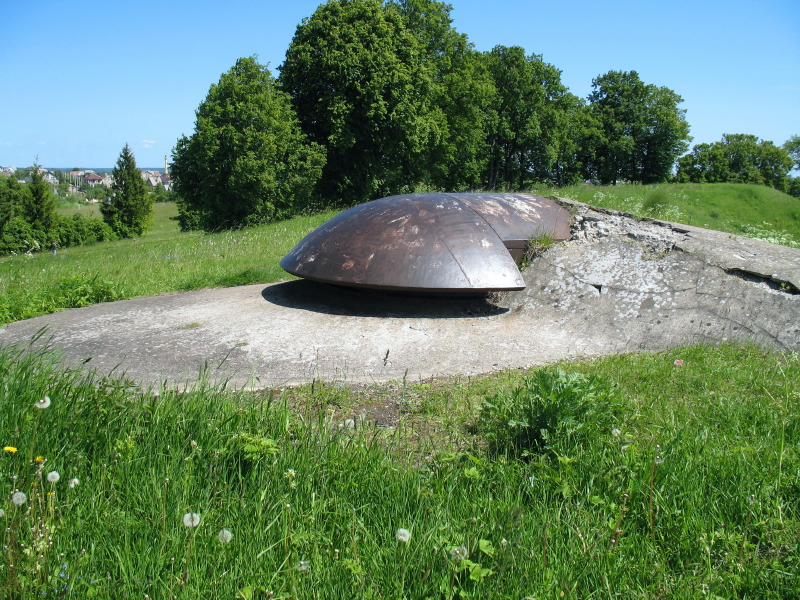
Antiguas baterías del fuerte

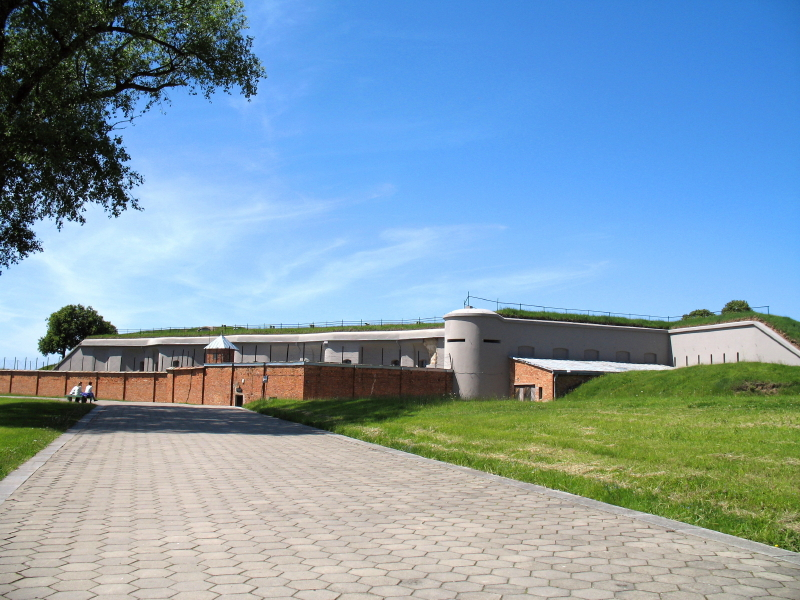
Reconstrucción del Noveno fuerte

Después de que Lituania recuperara su independencia el 16 de febrero de 1918, la fortaleza fue puesta bajo la supervisión de ingenieros. Aquellos materiales que los alemanes no habían reutilizado se destinaron de nuevo a las necesidades militares lituanas y a la carrocería de un nuevo tren, el Gediminas, nombre que proviene del Gran Duque de Lituania.
En 1920 se formó una Junta de la Fortaleza de Kaunas, encargada de administrar el alcázar. Debido al desarrollo de nuevas tecnologías militares, su reconstrucción fue vista como inadecuada, además de excesivamente cara. No obstante, sectores de la Fortaleza se cedieron a diversas instituciones oficiales; por ejemplo, uno de los fuertes sirvió como prisión y otro como archivo.
Cuando Lituania fue reocupada por los alemanes y los rusos durante la Segunda Guerra Mundial, la Fortaleza se utilizó para interrogatorios y ejecuciones en masa. Resulta especialmente notorio en este sentido el fuerte Noveno: alojó a los presos políticos durante la ocupación soviética, pero su papel en el régimen nazi fue extremadamente brutal. Fueron asesinados allí cerca de 10 000 judíos traídos de Europa y alrededor de 30.000 de localidades cercanas y de otras nacionalidades. 
A principios de 2007, sólo el noveno fuerte había sido reformado. Un monumento de 32 m de altura dedicado a las víctimas había sido erigido en 1984. El resto de los fuertes esperan actualmente su recuperación. 
En el año 2005 se lanzó un proyecto internacional llamado Cultura báltica y rutas turísticas por las fortalezas, con el objetivo de promover la cooperación científica transnacional en la protección del complejo, así como la creación de estrategias de reconstrucción y de la gestión de la Fortaleza de Kaunas.